# (22819) Davidtao
(22819) Davidtao est un astéroïde de la ceinture principale d'astéroïdes.

## Description
(22819) Davidtao est un astéroïde de la ceinture principale d'astéroïdes. Il fut découvert le 7 septembre 1999 à Socorro (Nouveau-Mexique) par le projet LINEAR. Il présente une orbite caractérisée par un demi-grand axe de 2,31 UA, une excentricité de 0,05 et une inclinaison de 2,4° par rapport à l'écliptique.

## Compléments